# Magyar Mozgókép Díj a legjobb női főszereplőnek
A Magyar Mozgókép Díj a legjobb női főszereplőnek (korábban Magyar Filmdíj) elismerés a 2014-ben alapított Magyar Filmdíjak egyike, amelyet a Magyar Filmakadémia (MFA) tagjainak szavazata alapján ítélnek oda egy-egy év magyar filmtermésében főszerepet játszó, legjobb alakítást nyújtó színésznőnek.
A díjra történő jelölés nem automatikus; arra azon művek alkotói jöhetnek számításba, amelyeket beneveztek a Magyar Mozgókép Fesztiválra. Nevezni az előző év január 1. és december 31. között moziforgalmazásba került vagy kerülő (forgalmazói szándéknyilatkozattal rendelkező), illetve televíziós csatorna műsorára tűzött, vagy nemzetközi filmfesztiválon versenyben vagy versenyen kívül szerepelt művet lehet.
Miután a Filmakadémia színész szekciójának tagjai január 1-je és 31-e között megnézték a benevezett műveket, titkos szavazással kiválasztják saját szakmájuk öt jelöltjét, akik felkerülnek a jelöltek listájára.
A listát február 1-jén hozzák nyilvánosságra. A jelölt alkotásokat a Magyar Filmhét műsorára tűzik.
A második körben az Akadémia tagjai e szűkített listáról választják ki egy újabb titkos szavazás során a díjra érdemesnek tartott művészt.
Az ünnepélyes díjátadóra Budapesten, a Magyar Filmhetet lezáró gálán kerül sor minden év március elején.

## Díjak és jelölések
A nyertesek a táblázat első sorában, félkövérrel vannak jelölve. 2021 óta az alkotói teljesítményeket a műfajokat összevonva értékelik.
| Év (Gála)                | Díjazottak és jelöltek | Megjegyzés               |
| Csak játékfilm kategória | Csak játékfilm kategória | Csak játékfilm kategória |
| ------------------------ | --- | ------------------------ |
| 2016 (1.)                | - Balsai Móni – Liza, a rókatündér - Básti Juli – Anyám és más futóbolondok a családból - Gryllus Dorka – Félvilág - Kovács Patrícia – Félvilág - Ónodi Eszter – Anyám és más futóbolondok a családból                   | [ * 1 ]                  |
| 2017 (2.)                | - Szamosi Zsófia – A martfűi rém - Balsai Móni – Tiszta szívvel, A martfűi rém - Eszenyi Enikő – Gondolj rám - Kováts Adél – Halj már meg!                                                                               | [ * 2 ]                  |
| 2018 (3.)                | - Borbély Alexandra – Testről és lélekről - Balsai Móni – Jupiter holdja - Máhr Ági – Az állampolgár - Petrik Andrea – Kincsem - Tóth Ildikó – Aurora Borealis – Északi fény                                             | [ * 3 ]                  |
| 2019 (4.)                | - Szamosi Zsófia – Egy nap - Balsai Móni – X – A rendszerből törölve - Gera Marina – Örök tél - Radnay Csilla – Nyitva - Török-Illyés Orsolya – A rossz árnyék                                                           | [ * 4 ]                  |
| 2020 (5.)                | - Walters Lili – Drakulics elvtárs - Bognár Lulu – Szép csendben - Fátyol Hermina - Szeretlek, mint állat! - László Panna – FOMO – Megosztod, és uralkodsz - Tenki Réka – Seveled                                        | [ * 5 ]                  |
| Összevont kategória      | |                          |
| 2021                     | - Hámori Ildikó – Pilátus - Béres Márta – Így vagy tökéletes - Gubás Gabi - Don Juan kopaszodik - Kerekes Vica – Hab - Stork Natasa – Felkészülés meghatározatlan ideig tartó együttlétre                                | [ 5 ] [ * 6 ]            |
| 2022                     | - Hámori Gabriella – Legjobb tudomásom szerint - Léa Seydoux – A feleségem története - Mentes Júlia Virgínia – Ida regénye - Mészáros Blanka – Kilakoltatás - Molnár Piroska – Bors néni                                 | [ 6 ] [ * 7 ]            |
| 2023                     | - Pál Emőke – Magasságok és mélységek (megosztva) - Román Katalin – Hat hét (megosztva) - Stork Natasa – Veszélyes lehet a fagyi - Csonka Eszter – Szelíd - Bánovits Vivianne – Az énekesnő                              | [ 7 ] [ 8 ]              |
| 2024                     | - Törőcsik Franciska – Cicaverzum - Kelemen Hanna – Majdnem menyasszony - Kizlinger Lilla – Valami madarak - Horváth Lili – Hadik - Nagy Katica – Semmelweis                                                             | [ 9 ] [ 10 ] [ 11 ]      |
| 2025                     | - Molnár Piroska – Csendes éj - Udvaros Dorottya – Ők tudják, mi a szerelem, Futni mentem - Törőcsik Franciska – Hogyan tudnék élni nélküled? - Balla Eszter – S.E.R.E.G. - Demeter Villő – Véletlenül írtam egy könyvet | [ 12 ] [ 13 ]            |